# Брюс Гарлан
Брюс Гарлан (англ. Bruce Harlan, 2 січня 1926 — 22 червня 1959) — американський стрибун у воду.
Олімпійський чемпіон 1948 року.

## Життєпис
Брюс Гарлан вступив на службу до військово-морського флоту в 1944 році і, служачи у військово-морському навчальному центрі в Джексонвіллі в 1947 році, виграв перший із своїх восьми титулів AAU. Пізніше він переїхав до штату Огайо та виграв п'ять чемпіонатів NCAA. Гарлан став одним із провідних національних тренерів зі стрибків у воду та влаштувався в Мічиганський університет у 1954 році. Він загинув після показових змагань зі стрибків у воду в Коннектикуті, коли впав із пірнальної вежі під час розбирання будівельних лісів.